# Candé-sur-Beuvron
Pour les articles homonymes, voir Candé (homonymie) et Beuvron (homonymie).
Candé-sur-Beuvron est une commune française située dans le département de Loir-et-Cher en région Centre-Val de Loire.
Localisée au centre du département, la commune fait partie de la petite région agricole « les Vallée et Coteaux de la Loire », grand ruban plus ou moins large où dominent la culture de la vigne et les productions maraîchères.
L'occupation des sols est marquée par l'importance des espaces agricoles et naturels qui occupent la quasi-totalité du territoire communal. Plusieurs espaces naturels d'intérêt sont présents dans la commune : deux sites natura 2000 et trois zones naturelles d'intérêt écologique, faunistique et floristique (ZNIEFF).  En 2010, l'orientation technico-économique de l'agriculture dans la commune est la culture des céréales et des oléoprotéagineux. À l'instar du département qui a vu disparaître le quart de ses exploitations en dix ans, le nombre d'exploitations agricoles a fortement diminué, passant de 21 en 1988, à 13 en 2000, puis à 11 en 2010.
Le patrimoine architectural de la commune comprend deux bâtiments portés à l'inventaire des monuments historiques : le château de Madon, inscrit en 1948, et le château de Candé, inscrit en 1948.

## Géographie

### Localisation et communes limitrophes
La commune de Candé-sur-Beuvron se trouve au centre du département de Loir-et-Cher, à l'ouest du pays blésois, dans la petite région agricole des Vallée et Coteaux de la Loire,. À vol d'oiseau, elle se situe à 11,5 km  de Blois, préfecture du département. La commune fait en outre partie du bassin de vie d'Onzain.
Les communes les plus proches sont : Les Montils (2,7 km), Valaire (2,9 km), Monthou-sur-Bièvre (3,2 km), Chouzy-sur-Cisse (3,4 km, intégrée à Valloire-sur-Cisse), Ouchamps (4,2 km, intégrée au Controis-en-Sologne), Seur (5,5 km), Chaumont-sur-Loire (5,6 km), Coulanges (6 km, aussi intégrée à Valloire-sur-Cisse) et Chailles (6,5 km).

### Paysages et relief
Dans le cadre de la Convention européenne du paysage, adoptée le 20 octobre 2000 et entrée en vigueur en France le 1er juillet 2006, un atlas des paysages de Loir-et-Cher a été élaboré en 2010 par le CAUE de Loir-et-Cher, en collaboration avec la DIREN Centre (devenue DREAL en 2011), partenaire financier. Les paysages du département s'organisent ainsi en huit grands ensembles et 25 unités de paysage,. La commune fait partie de deux unités de paysage : « la Loire de Blois aux portes de Chaumont » et « la Sologne viticole ».
En aval de Blois, la vallée de la Loire prend un visage inédit dans le département : très peu urbanisée, elle apparaît principalement cernée de boisements qui cadrent le paysage dans un couloir de coteaux désormais élevés, encore rehaussés par les lisières. Au nord, la forêt de Blois couvre le plateau de Beauce sur une surface de 2 800 hectares et s'avance très près du rebord de coteau. Au sud, c'est la forêt de Russy qui délimite le paysage en occupant à la fois le rebord du plateau solognot et le coteau lui-même. Plus à l'aval, le Beuvron, qui ouvre le coteau pour s'écouler dans la vallée, est lui aussi bordé de boisements qui cadrent la rivière et prolongent l'écrin de végétation en direction de la Sologne.
La Sologne viticole, moins boisée que la Grande Sologne, présente un relief doux. La présence affirmée d'une agriculture qui prend le relais des boisements de Grande Sologne dégage des points de vue et des horizons ouverts. Les paysages de bois et de cultures s'enchaînent en s'imbriquant les uns aux autres.
L'altitude du territoire communal varie de 62 mètres à 111 mètres,. La partie basse, dans le lit majeur de la Loire, présente un paysage assez plat, autour de 70 m, limité par des coteaux. Les vals du Cosson et surtout du Beuvron offrent également une variation du relief, avec des petits coteaux.

### Accès et transports
La Loire à vélo traverse la commune.

### Hydrographie

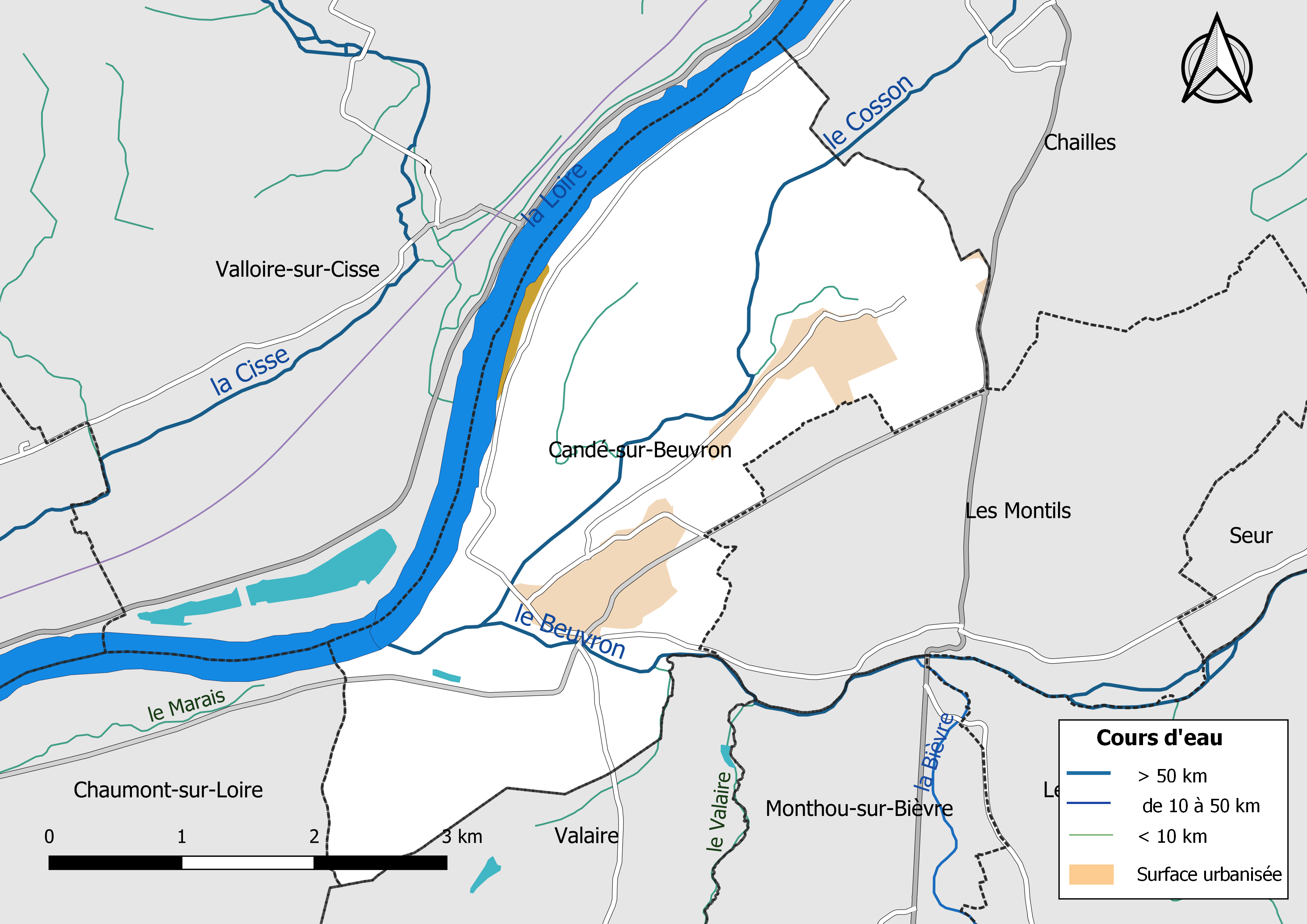
Réseau hydrographique de Candé-sur-Beuvron.

La commune est située au double confluent de la Loire avec le Beuvron et le Cosson. Divers autres petits cours d'eau la drainent, constituant un réseau hydrographique de 15,38 km de longueur totale.
Le cours de la Loire s'insère dans une large vallée qu'elle a façonnée peu à peu depuis des milliers d'années. Elle traverse d'est en ouest le département de Loir-et-Cher depuis Saint-Laurent-Nouan jusqu'à Veuzain-sur-Loire, avec un cours large et lent. La Loire présente des fluctuations saisonnières de débit assez marquées.
Le Beuvron, d'une longueur totale de 115,2 km, prend sa source dans la commune de Coullons, dans le Loiret et se jette  dans la Loire dans la commune, après avoir traversé 29 communes.
Le Cosson traverse la commune du nord-est vers le sud-ouest. D'une longueur totale de 96,4 km, il prend sa source dans la commune de Vannes-sur-Cosson (45) et se jette  dans le Beuvron à Candé-sur-Beuvron, après avoir traversé 18 communes.
Sur le plan piscicole, ces cours d'eau sont classés en deuxième catégorie, où le peuplement piscicole dominant est constitué de poissons blancs (cyprinidés) et de carnassiers (brochet, sandre et perche).

Cours d'eau.
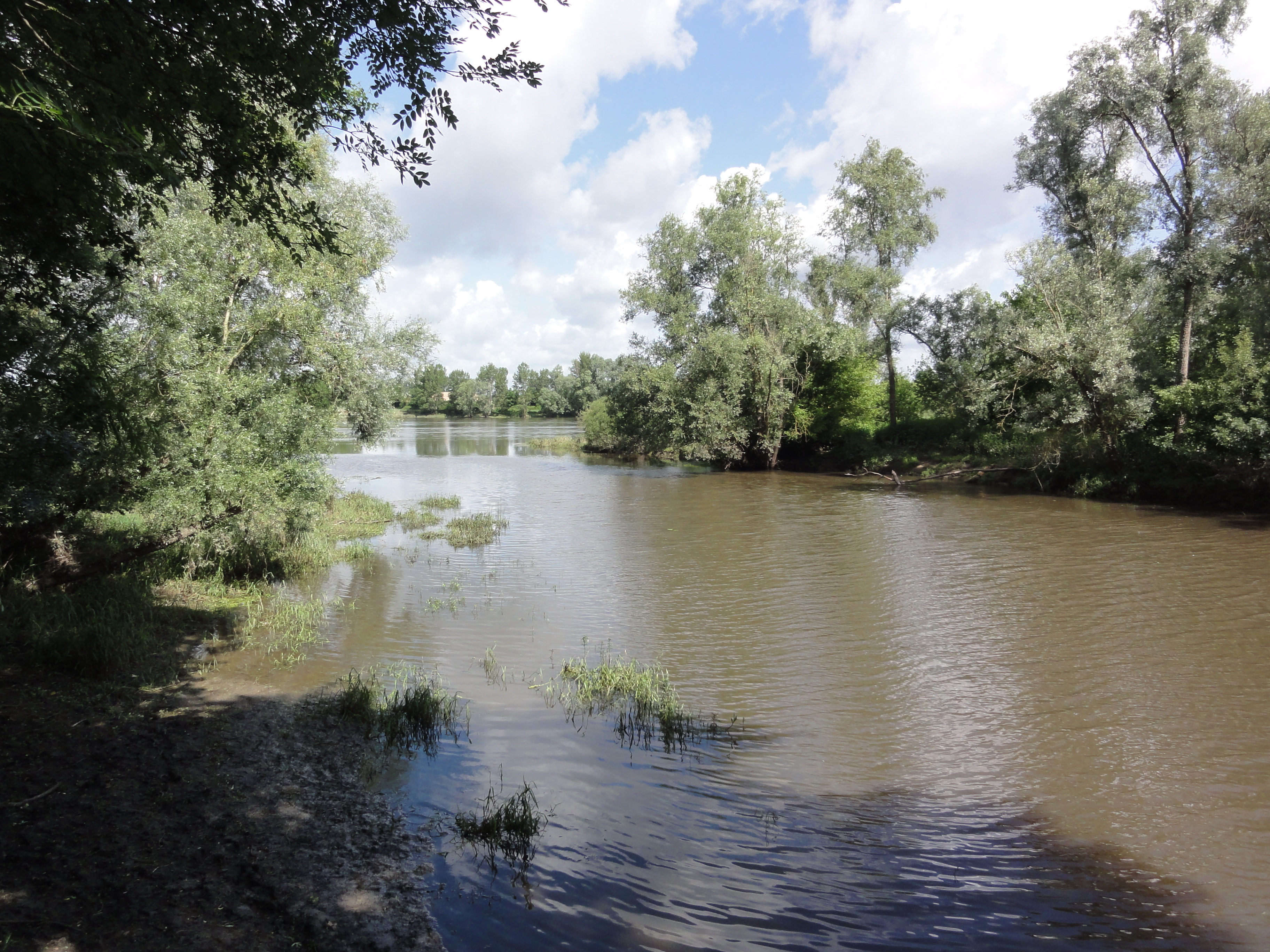
La confluence du Beuvron et de la Loire.
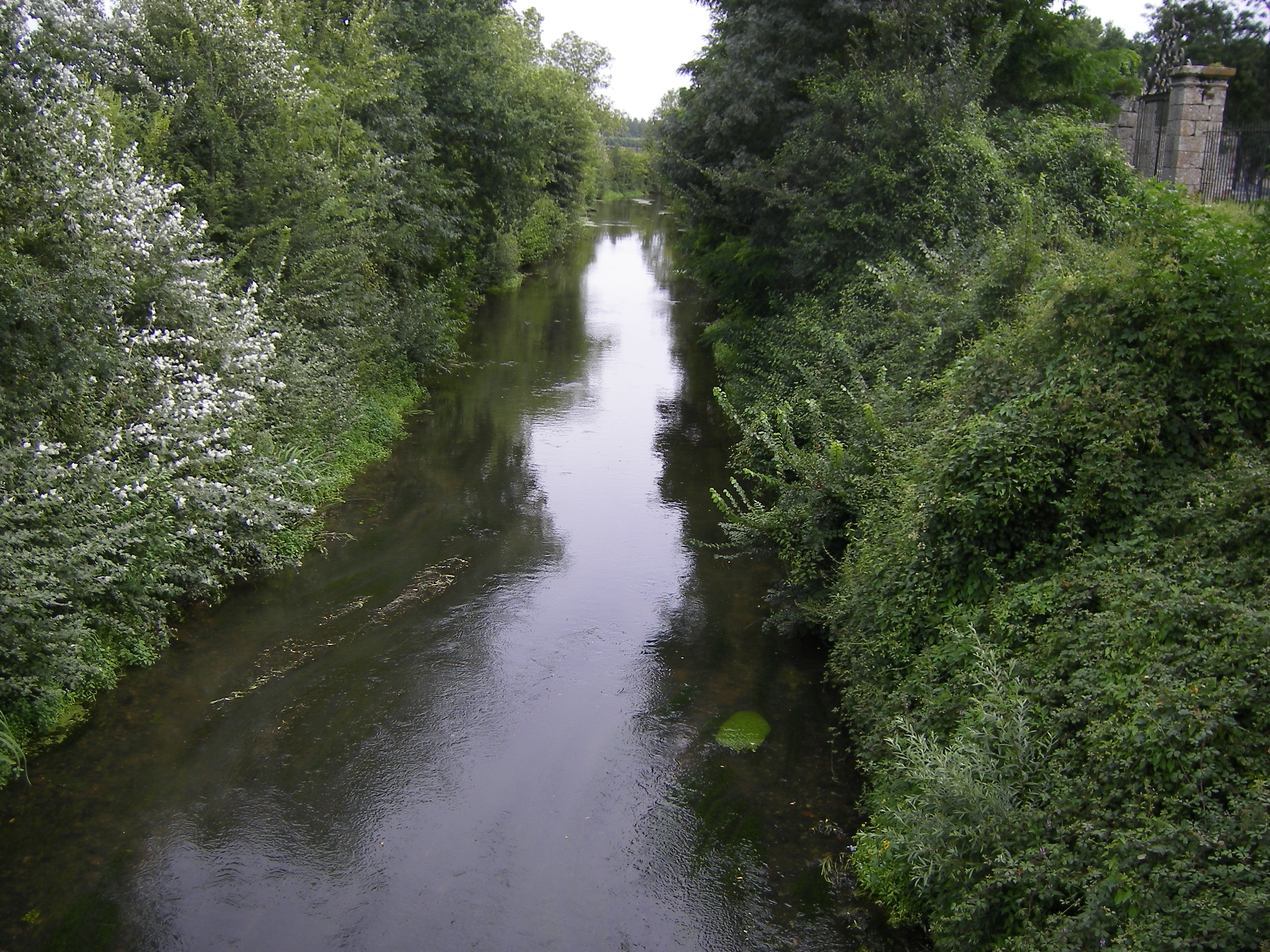
Le Cosson à Candé-sur-Beuvron.

### Climat
Pour des articles plus généraux, voir Climat du Centre-Val de Loire et Climat de Loir-et-Cher.
En 2010, le climat de la commune est de type climat océanique dégradé des plaines du Centre et du Nord, selon une étude du CNRS s'appuyant sur une série de données couvrant la période 1971-2000. En 2020, Météo-France publie une typologie des climats de la France métropolitaine dans laquelle la commune est exposée à un climat océanique altéré et est dans la région climatique Moyenne vallée de la Loire, caractérisée par une bonne insolation (1 850 h/an) et un été peu pluvieux.
Pour la période 1971-2000, la température annuelle moyenne est de 11 °C, avec une amplitude thermique annuelle de 15 °C. Le cumul annuel moyen de précipitations est de 652 mm, avec 10,8 jours de précipitations en janvier et 6,8 jours en juillet. Pour la période 1991-2020, la température moyenne annuelle observée sur la station météorologique de Météo-France la plus proche, dans la commune de Cheverny à 15 km à vol d'oiseau, est de 11,8 °C et le cumul annuel moyen de précipitations est de 675,8 mm,. Pour l'avenir, les paramètres climatiques de la commune estimés pour 2050 selon différents scénarios d'émission de gaz à effet de serre sont consultables sur un site dédié publié par Météo-France en novembre 2022.

### Milieux naturels et biodiversité

#### Sites Natura 2000
Le réseau Natura 2000 est un réseau écologique européen de sites naturels d'intérêt écologique élaboré à partir des Directives « Habitats » et « Oiseaux ». Ce réseau est constitué de Zones spéciales de conservation (ZSC) et de Zones de protection spéciale (ZPS). Dans les zones de ce réseau, les États membres s'engagent à maintenir dans un état de conservation favorable les types d'habitats et d'espèces concernés, par le biais de mesures réglementaires, administratives ou contractuelles. L'objectif est de promouvoir une gestion adaptée des habitats tout en tenant compte des exigences économiques, sociales et culturelles, ainsi que des particularités régionales et locales de chaque État membre. Les activités humaines ne sont pas interdites, dès lors que celles-ci ne remettent pas en cause significativement l'état de conservation favorable des habitats et des espèces concernés. Des parties du territoire communal sont incluses dans les sites Natura 2000 suivants : 
- la « Vallée de la Loire de Mosnes à Tavers », d'une superficie de 2 278 ha, un des sites ligériens les plus remarquables par son originalité, avec des milieux naturels incontournables tels que les habitats d'eaux courantes et stagnantes accueillant de nombreux poissons et autres animaux de l'Annexe II (Castor), les pelouses et prairies de grèves et zones inondables et les forêts alluviales[26] ;
- le « Vallée de la Loire du Loir-et-Cher », d'une superficie de 2 398 ha[27].

#### Zones naturelles d'intérêt écologique, faunistique et floristique
L'inventaire des zones naturelles d'intérêt écologique, faunistique et floristique (ZNIEFF) a pour objectif de réaliser une couverture des zones les plus intéressantes sur le plan écologique, essentiellement dans la perspective d'améliorer la connaissance du patrimoine naturel national et de fournir aux différents décideurs un outil d'aide à la prise en compte de l'environnement dans l'aménagement du territoire. Le territoire communal de Candé-sur-Beuvron comprend trois ZNIEFF : 
- les « Forêts de ravin de Chaumont-Sur-Loire » (180,25 ha)[29] ;
- la « Loire Blésoise » (2 380,68 ha)[30] ;
- les « Pelouses sablo-Calcaires de la Goupillère » (13,7 ha)[31].

Cartes des Znieff et site Natura 2000.
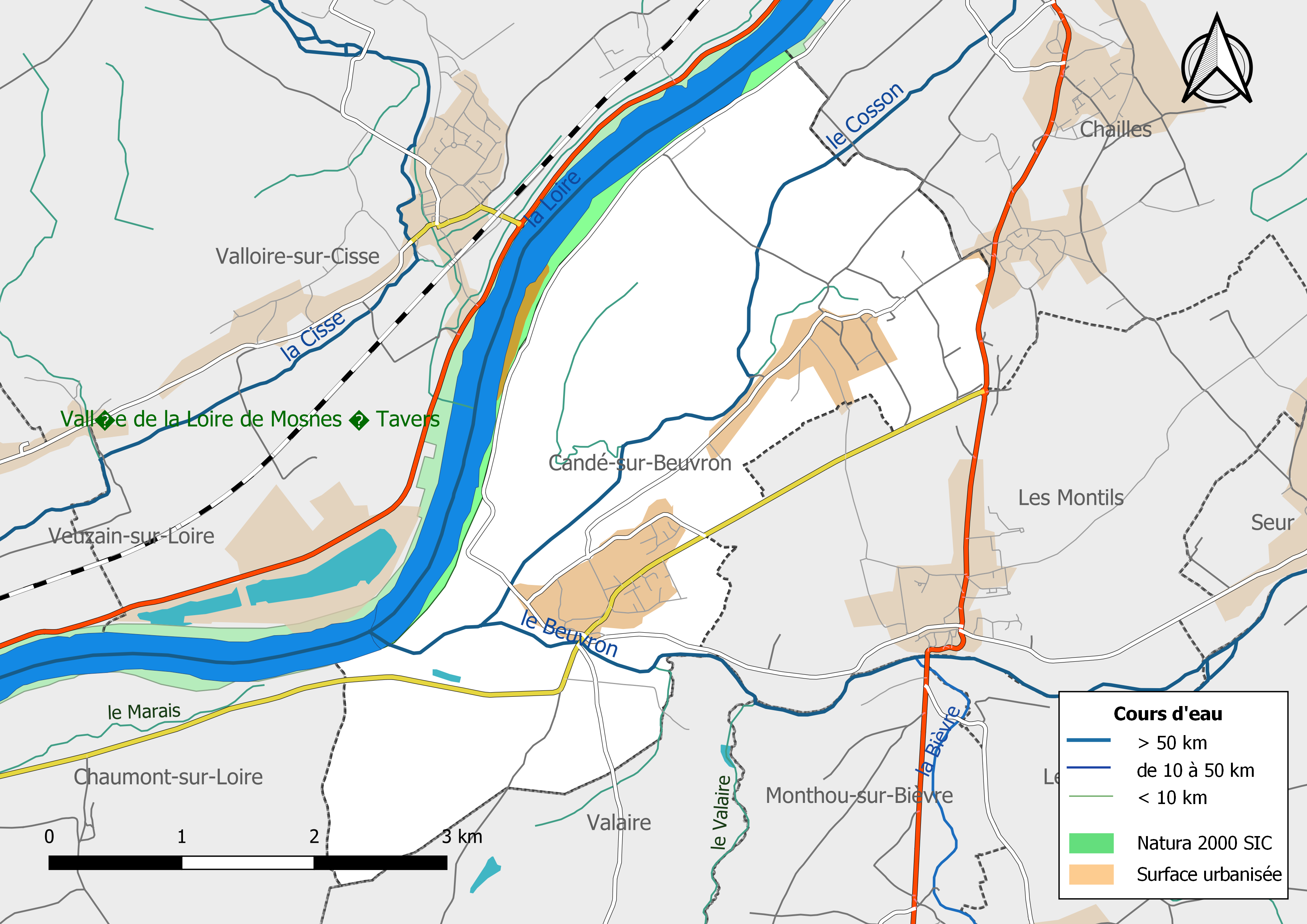
Carte du site Natura 2000 de type SIC localisé dans la commune.
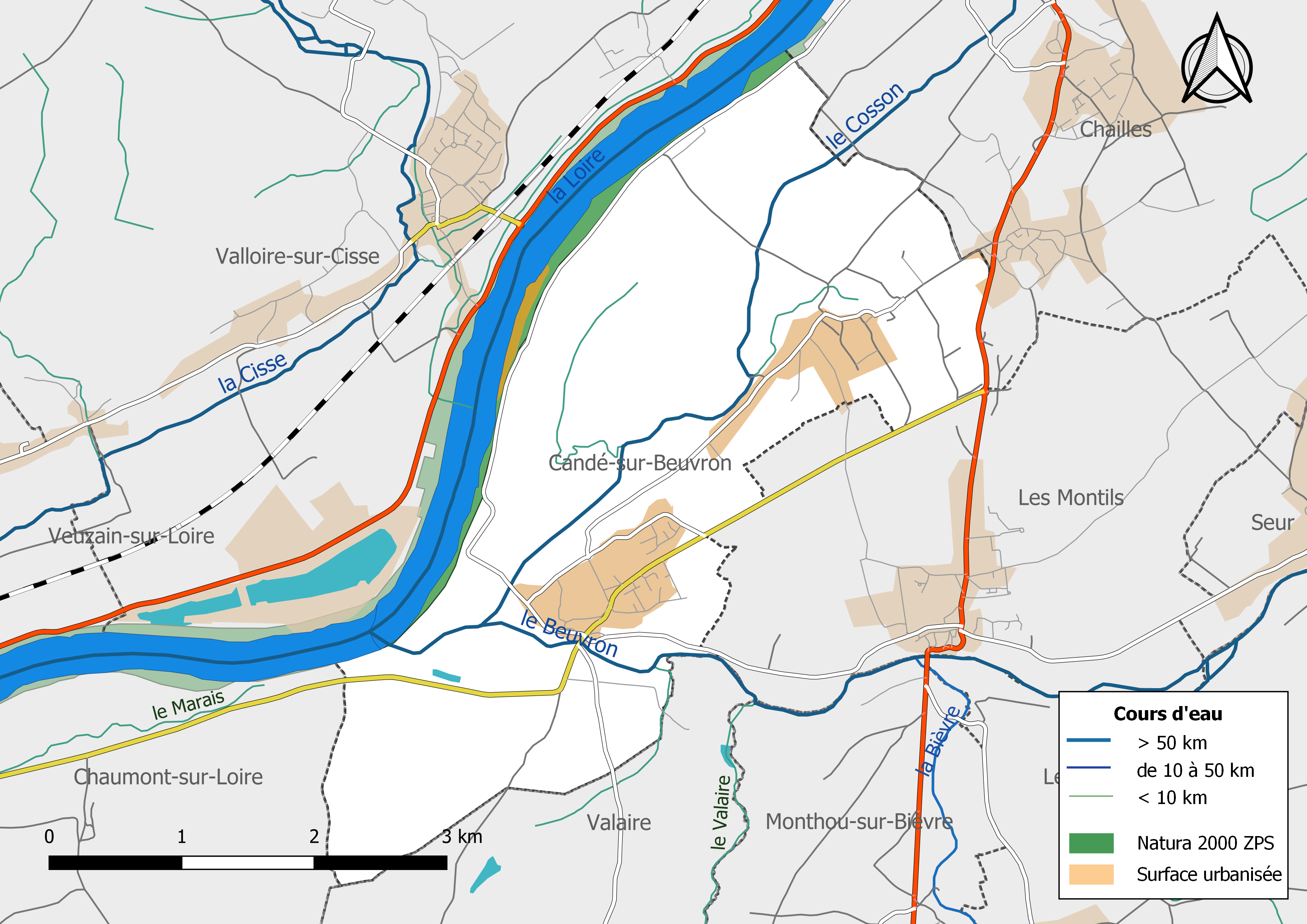
Une partie du territoire communal est incluse dans le site Natura 2000 le « Vallée de la Loire du Loir-et-Cher ».

## Urbanisme

### Typologie
Au 1er janvier 2024, Candé-sur-Beuvron est catégorisée commune rurale à habitat dispersé, selon la nouvelle grille communale de densité à sept niveaux définie par l'Insee en 2022.
Elle est située hors unité urbaine. Par ailleurs la commune fait partie de l'aire d'attraction de Blois, dont elle est une commune de la couronne,. Cette aire, qui regroupe 78 communes, est catégorisée dans les aires de 50 000 à moins de 200 000 habitants,.

### Occupation des sols
L'occupation des sols est marquée par l'importance des espaces agricoles et naturels (96,8 %). La répartition détaillée ressortant de la base de données européenne d'occupation biophysique des sols Corine Land Cover millésimée 2012 est la suivante : 
terres arables (11,6 %), 
cultures permanentes (0,6 %), 
zones agricoles hétérogènes (15,4 %), 
prairies (3,5 %), 
forêts (65,2 %), 
milieux à végétation arbustive ou herbacée (0,7 %), 
zones urbanisées (1 %), 
espaces verts artificialisés non agricoles (0,5 %), 
zones industrielles et commerciales et réseaux de communication (1,7 %), 
eaux continentales (0,5 %).
Le territoire est marqué par un tissu urbain dense, maillé par un vaste réseau de voiries, où l'agriculture est toujours présente et apporte une harmonie dans le paysage urbain. À l'échelle de l'unité géographique « Cœur d'agglomération », qui regroupe neuf communes, dont Saint-Sulpice-de-Pommeray, la consommation d'espaces agricoles et naturels pour répondre aux besoins de développement a été soutenue. 64,4 % des aménagements (logements, équipements, entreprises) ont été réalisés sur de nouveaux terrains, soit 252 hectares entre 2002 et 2015. La part des aménagements en densification est la plus importante de l'agglomération: 35,6 % des aménagements ont été réalisés dans des espaces libres ou en friche de l'espace urbain.

### Planification
La loi SRU du 13 décembre 2000 a incité fortement les communes à se regrouper au sein d'un établissement public, pour déterminer les partis d'aménagement de l'espace au sein d'un SCoT, un document essentiel d'orientation stratégique des politiques publiques à une grande échelle. La commune est dans le territoire du  SCOT du Blésois, approuvé en 2006 et révisé en juillet 2016.
En matière de planification, la commune disposait en 2017 d'un plan d'occupation des sols approuvé, un plan local d'urbanisme était en révision. Par ailleurs, à la suite de la loi ALUR (loi pour l'accès au logement et un urbanisme rénové) de mars 2014, un plan local d'urbanisme intercommunal couvrant le territoire de la communauté d'agglomération de Blois « Agglopolys » a été prescrit le 3 décembre 2015.

### Habitat et logement
Le tableau ci-dessous présente la typologie des logements à Candé-sur-Beuvron en 2016 en comparaison avec celle du Loir-et-Cher et de la France entière. Une caractéristique marquante du parc de logements est ainsi la faible proportion des résidences secondaires et logements occasionnels (7,1 %) par rapport au département (18 %) et à la France entière (9,6 %). Concernant le statut d'occupation de ces logements, 83,1 % des habitants de la commune sont propriétaires de leur logement (82,5 % en 2011), contre 68,1 % pour le Loir-et-Cher et 57,6 pour la France entière.
|                                                         | Candé-sur-Beuvron | Loir-et-Cher | France entière |
| ------------------------------------------------------- | ----------------- | ------------ | -------------- |
| Résidences principales (en %)                           | 88,2              | 74,5         | 82,3           |
| Résidences secondaires et logements occasionnels (en %) | 7,1               | 18           | 9,6            |
| Logements vacants (en %)                                | 4,7               | 7,5          | 8,1            |

### Risques majeurs
Le territoire communal de Candé-sur-Beuvron est vulnérable à différents aléas naturels : inondations (par débordement de la Loire, du Cosson ou du Beuvron ou par ruissellement), climatiques (hiver exceptionnel ou canicule), mouvements de terrains ou sismique (sismicité très faible)8 avril 20208 avril 2020
Il est également exposé à un risque technologique :  le transport de matières dangereuses,.

#### Risques naturels

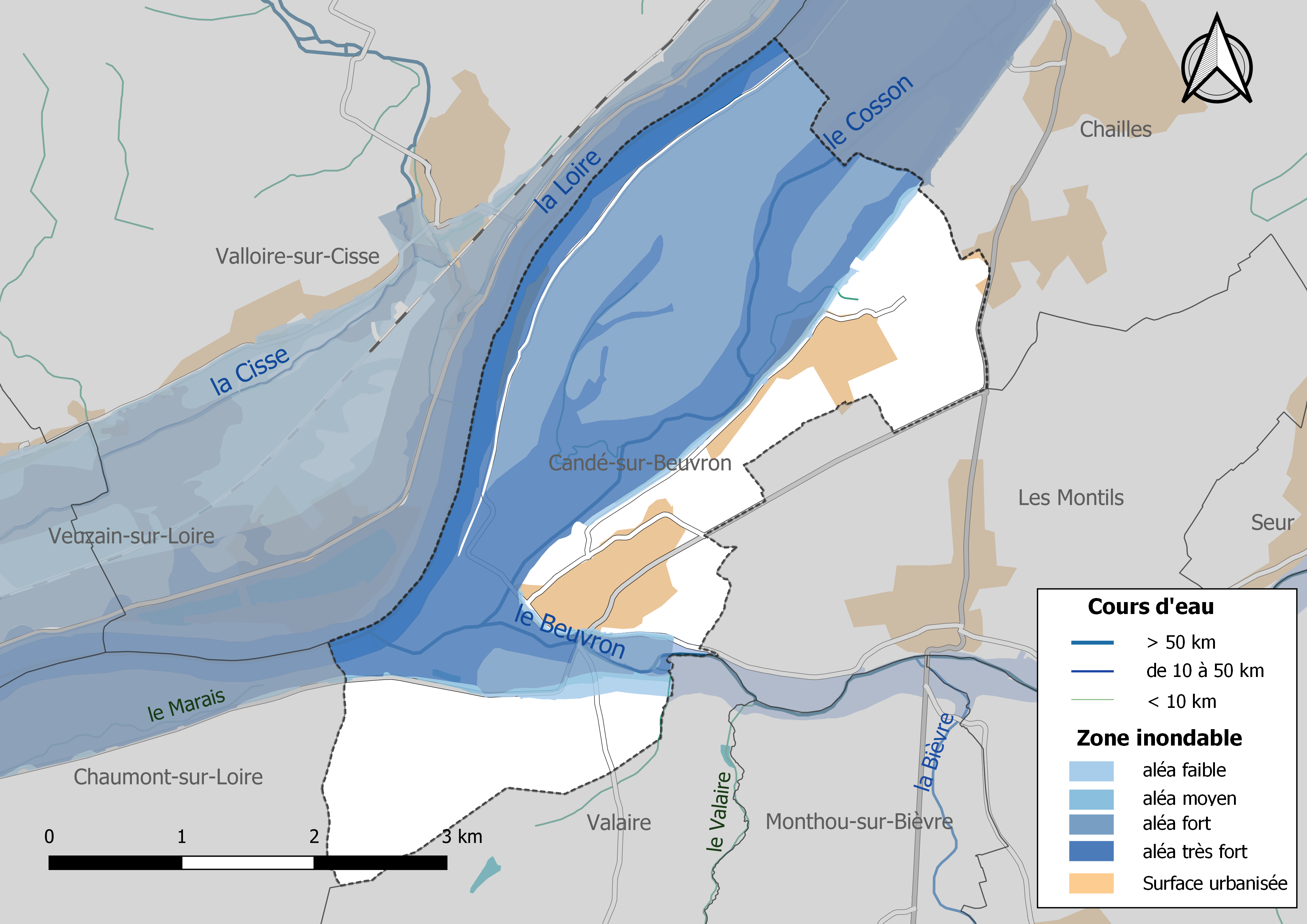
Zones inondables de la commune de Candé-sur-Beuvron.

Les mouvements de terrains susceptibles de se produire dans la commune sont soit liés au retrait-gonflement des argiles, soit des chutes de blocs, soit des glissements de terrains, soit des effondrements liés à des cavités souterraines. Le phénomène de retrait-gonflement des argiles est la conséquence d'un changement d'humidité des sols argileux. Les argiles sont capables de fixer l'eau disponible mais aussi de la perdre en se rétractant en cas de sécheresse. Ce phénomène peut provoquer des dégâts très importants sur les constructions (fissures, déformations des ouvertures) pouvant rendre inhabitables certains locaux. La carte de zonage de cet aléa peut être consultée sur le site de l'observatoire national des risques naturels Georisques. Une autre carte permet de prendre connaissance des cavités souterraines localisées dans la commune.
Un atlas des zones inondables du Beuvron est établi en décembre 2003. Les crues historiques du Beuvron sont celles de 1856, de 1910 et de 1936-1937. Le débit de la crue de référence varie ainsi entre 60 et 160 m3/s selon les sections.

#### Risques technologiques
Le risque de transport de marchandises dangereuses dans la commune est lié à sa traversée par une route à fort trafic et une canalisation de transport de gaz. Un accident se produisant sur de telles infrastructures est en effet susceptible d'avoir des effets graves au bâti ou aux personnes jusqu'à 350 m, selon la nature du matériau transporté. Des dispositions d'urbanisme peuvent être préconisées en conséquence.

## Toponymie
C'est en 1927 que la commune adopta, pour se différencier de son homonyme en Maine-et-Loire, le nom unique de Candé-sur-Beuvron, en vertu du décret du 23 juillet de la même année.

## Histoire

### Révolution française et Empire

#### Nouvelle organisation territoriale
Le décret de l'Assemblée nationale du 12 novembre 1789 décrète qu'« il y aura une municipalité dans chaque ville, bourg, paroisse ou communauté de campagne », mais ce n'est qu'avec le décret de la Convention nationale du 10 brumaire an II (31 octobre 1793) que la paroisse de Candé-sur-Beuvron devient formellement « commune de Candé-sur-Beuvron »,.
En 1790, dans le cadre de la création des départements, la municipalité est rattachée au canton de Cellettes et au district de Blois. Les cantons sont supprimés, en tant que découpage administratif, par une loi du 26 juin 1793, et ne conservent qu'un rôle électoral, permettant l'élection des électeurs du second degré chargés de désigner les députés,. La Constitution du 5 fructidor an III, appliquée à partir de vendémiaire an IV (1795) supprime les districts, considérés comme des rouages administratifs liés à la Terreur, mais maintient les cantons qui acquièrent dès lors plus d'importance en retrouvant une fonction administrative. Enfin, sous le Consulat, un redécoupage territorial visant à réduire le nombre de justices de paix ramène le nombre de cantons en Loir-et-Cher de 33 à 24. Candé-sur-Beuvron est alors rattachée au canton de Contres et à l'Arrondissement de Blois par arrêté du 5 vendémiaire an X (26 septembre 1801),,. Cette organisation va rester inchangée pendant près de 150 ans.

### Époque contemporaine
Au début du XIXe siècle, le curé a fait transférer l'église paroissiale (au titre de saint Bienheuré) depuis le bord du Beuvron à flanc de coteau. Il reste une élégante demeure en son lieu et place.
Entre le 29 janvier 1939 et le 8 février, plus de 3 100 réfugiés espagnols fuyant l'effondrement de la république espagnole devant Franco, arrivent dans le Loir-et-Cher. Devant l'insuffisance des structures d'accueil (les haras de Selles-sur-Cher sont notamment utilisés), 47 villages sont mis à contribution
, dont Candé-sur-Beuvron, au lieu-dit Les Montils. Les réfugiés, essentiellement des femmes et des enfants, sont soumis à une quarantaine stricte, vaccinés, le courrier est limité, le ravitaillement, s'il est peu varié et cuisiné à la française, est cependant assuré. Au printemps et à l'été, les réfugiés sont regroupés à Bois-Brûlé (commune de Boisseau).
Le château, sis dans le bourg, à l'extrémité nord, a été donné par la famille de La Ville-Baugé au diocèse d'Orléans. Pendant la Seconde Guerre mondiale, des jeunes y ont été dissimulés aux autorités d'occupation. Ce château de La Ville Baugé a été, de 1993 à 2014, la maison-mère et le séminaire de la communauté Saint-Martin, société de prêtres fondée à Gênes en 1976 par Mgr Jean-François Guérin.
Le 19 mars 2006, un référendum communal a été organisé autour de l'adhésion de la commune à Agglopolys, structure intercommunale de l'agglomération blésoise élargie. Le résultat en a été favorable à une courte majorité.
Des lotissements changent largement la disposition du bourg de Candé, qui a tendance à se déplacer du long de la vallée du Beuvron vers le plateau de Villebazin et de Frileuse.

## Jumelages
- Olne (Belgique) (en 2004).

## Politique et administration

### Découpage territorial
La commune de Candé-sur-Beuvron est membre de la communauté d'agglomération de Blois « Agglopolys », un établissement public de coopération intercommunale (EPCI) à fiscalité propre créé le 1er janvier 2012.
Elle est rattachée sur le plan administratif à l'arrondissement de Blois, au département de Loir-et-Cher et à la région Centre-Val de Loire, en tant que circonscriptions administratives. Sur le plan électoral, elle est rattachée au canton de Blois-3 depuis 2015 pour l'élection des conseillers départementaux et à la première circonscription de Loir-et-Cher pour les élections législatives.

### Politique et administration municipale

#### Conseil municipal et maire
Le conseil municipal de Candé-sur-Beuvron, commune de plus de 1 000 habitants, est élu au scrutin proportionnel plurinominal avec prime majoritaire. Compte tenu de la population communale, le nombre de sièges au conseil municipal est de 15. Le maire, à la fois agent de l'État et exécutif de la commune en tant que collectivité territoriale, est élu par le conseil municipal au scrutin secret lors de la première réunion du conseil suivant les élections municipales, pour un mandat de six ans, c'est-à-dire pour la durée du mandat du conseil.
| Période   | Période  | Identité         | Étiquette     | Qualité                             |
| --------- | -------- | ---------------- | ------------- | ----------------------------------- |
|           | 1983     |                  |               |                                     |
| 1983      | 1989     | Pierre Métivier  |               |                                     |
| 1989      | 2001     | Lucien Briziou   | divers gauche |                                     |
| mars 2001 | En cours | Stéphane Ledoux, |               | Agriculteur sur grande exploitation |

## Équipements et services

### Eau et assainissement
L'organisation de la distribution de l'eau potable, de la collecte et du traitement des eaux usées et pluviales relève des communes. La compétence eau et assainissement des communes est un service public industriel et commercial (SPIC).

#### Alimentation en eau potable
Le service d'eau potable comporte trois grandes étapes : le captage, la potabilisation et la distribution d'une eau potable conforme aux normes de qualité fixées pour protéger la santé humaine. En 2019, la commune est membre du syndicat intercommunal d'adduction d'eau potable de Chailles qui assure le service en régie dont le contrat arrive à échéance le 31 décembre 2019.

#### Assainissement des eaux usées
En 2019, la gestion du service d'assainissement collectif de la commune de Candé-sur-Beuvron est assurée par la communauté d'agglomération Agglopolys qui a le statut de régie à autonomie financière.
Deux stations de traitement des eaux usées sont en service au 1er janvier 2019 sur le territoire communal : 
- « Les Davièree », un équipement utilisant la technique du lagunage naturel, avec prétraitement, dont la capacité est de 720 EH , mis en service le 1er septembre 1987[73] ;
- « Madon », un équipement utilisant la technique du lagunage naturel, avec prétraitement, dont la capacité est de 540 EH , mis en service le 1er juin 1993[74].

L'assainissement non collectif (ANC) désigne les installations individuelles de traitement des eaux domestiques qui ne sont pas desservies par un réseau public de collecte des eaux usées et qui doivent en conséquence traiter elles-mêmes leurs eaux usées avant de les rejeter dans le milieu naturel. La communauté d'agglomération de Blois « Agglopolys » assure pour le compte de la commune le service public d'assainissement non collectif (SPANC), qui a pour mission de vérifier la bonne exécution des travaux de réalisation et de réhabilitation, ainsi que le bon fonctionnement et l'entretien des installations.

### Sécurité, justice et secours
La sécurité de la commune est assurée par la brigade de gendarmerie de Veuzain-sur-Loire qui dépend du groupement de gendarmerie départementale de Loir-et-Cher installé à Blois.
En matière de justice, Candé-sur-Beuvron relève du conseil de prud'hommes de Blois, de la Cour d'appel d'Orléans (juridiction de Blois), de la Cour d'assises de Loir-et-Cher, du tribunal administratif de Blois, du tribunal de commerce de Blois et du tribunal judiciaire de Blois.

## Population et société

### Démographie

#### Évolution démographique
L'évolution du nombre d'habitants est connue à travers les recensements de la population effectués dans la commune depuis 1793. Pour les communes de moins de 10 000 habitants, une enquête de recensement portant sur toute la population est réalisée tous les cinq ans, les populations de référence des années intermédiaires étant quant à elles estimées par interpolation ou extrapolation. Pour la commune, le premier recensement exhaustif entrant dans le cadre du nouveau dispositif a été réalisé en 2007.

En 2022, la commune comptait 1 487 habitants, en évolution de −1,78 % par rapport à 2016 (Loir-et-Cher : −1,15 %, France hors Mayotte : +2,11 %).
| 1793 | 1800 | 1806 | 1821 | 1831 | 1836 | 1841 | 1846 | 1851 |
| ---- | ---- | ---- | ---- | ---- | ---- | ---- | ---- | ---- |
| 492  | 569  | 535  | 563  | 589  | 600  | 579  | 600  | 635  |

| 1856 | 1861 | 1866 | 1872 | 1876 | 1881 | 1886 | 1891 | 1896 |
| ---- | ---- | ---- | ---- | ---- | ---- | ---- | ---- | ---- |
| 667  | 677  | 710  | 688  | 730  | 696  | 682  | 692  | 664  |

| 1901 | 1906 | 1911 | 1921 | 1926 | 1931 | 1936 | 1946 | 1954 |
| ---- | ---- | ---- | ---- | ---- | ---- | ---- | ---- | ---- |
| 627  | 590  | 527  | 431  | 467  | 444  | 440  | 463  | 528  |

| 1962 | 1968 | 1975 | 1982 | 1990  | 1999  | 2006  | 2007  | 2012  |
| ---- | ---- | ---- | ---- | ----- | ----- | ----- | ----- | ----- |
| 501  | 508  | 540  | 916  | 1 134 | 1 208 | 1 408 | 1 437 | 1 514 |

| 2017  | 2022  | - | - | - | - | - | - | - |
| ----- | ----- | - | - | - | - | - | - | - |
| 1 497 | 1 487 | - | - | - | - | - | - | - |

#### Pyramide des âges
La population de la commune est relativement jeune.
En 2018, le taux de personnes d'un âge inférieur à 30 ans s'élève à 35,2 %, soit au-dessus de la moyenne départementale (31,3 %). À l'inverse, le taux de personnes d'âge supérieur à 60 ans est de 22,7 % la même année, alors qu'il est de 31,6 % au niveau départemental.
En 2018, la commune comptait 762 hommes pour 738 femmes, soit un taux de 50,8 % d'hommes, largement supérieur au taux départemental (48,55 %).
Les pyramides des âges de la commune et du département s'établissent comme suit.
| Hommes | Classe d’âge | Femmes |
| ------ | ------------ | ------ |
| 0,5    | 90 ou +      | 1,4    |
| 3,5    | 75-89 ans    | 4,5    |
| 18,5   | 60-74 ans    | 17,2   |
| 20,8   | 45-59 ans    | 24,5   |
| 19,4   | 30-44 ans    | 19,3   |
| 17,2   | 15-29 ans    | 13,9   |
| 20,2   | 0-14 ans     | 19,1   |

| Hommes | Classe d’âge | Femmes |
| ------ | ------------ | ------ |
| 1,1    | 90 ou +      | 2,6    |
| 9,2    | 75-89 ans    | 11,9   |
| 19,7   | 60-74 ans    | 20,4   |
| 20,7   | 45-59 ans    | 20     |
| 16,5   | 30-44 ans    | 16,2   |
| 15,2   | 15-29 ans    | 13,2   |
| 17,6   | 0-14 ans     | 15,7   |

## Lieux et monuments

### Sites et patrimoine
- L'église Saint-Bienheuré avec ses vitraux, dont quelques-uns sont signés par le maître-verrier Lobin.
- Plusieurs châteaux dans la commune, l'un (XVIIIe siècle) en bordure du bourg sur la route de la Levée, deux autres dans le hameau de Madon :
  - Le château de Candé-sur-Beuvron fait l'objet d'une inscription au titre des monuments historiques depuis le 25 février 1948[86].
  - Le château de Madon fait l'objet d'une inscription au titre des monuments historiques depuis le 10 avril 1948[87].
- Le vieux pont sur le Beuvron.
- Une ou deux maisons de belles pierres dans la partie du bourg qui longe le Beuvron.
- Sur le territoire de la commune se trouve une série de pistes cyclables Châteaux à vélo. La commune est traversée par La Loire à vélo et par la via Turonensis, le chemin de pèlerinage de Compostelle de Paris par Tours.

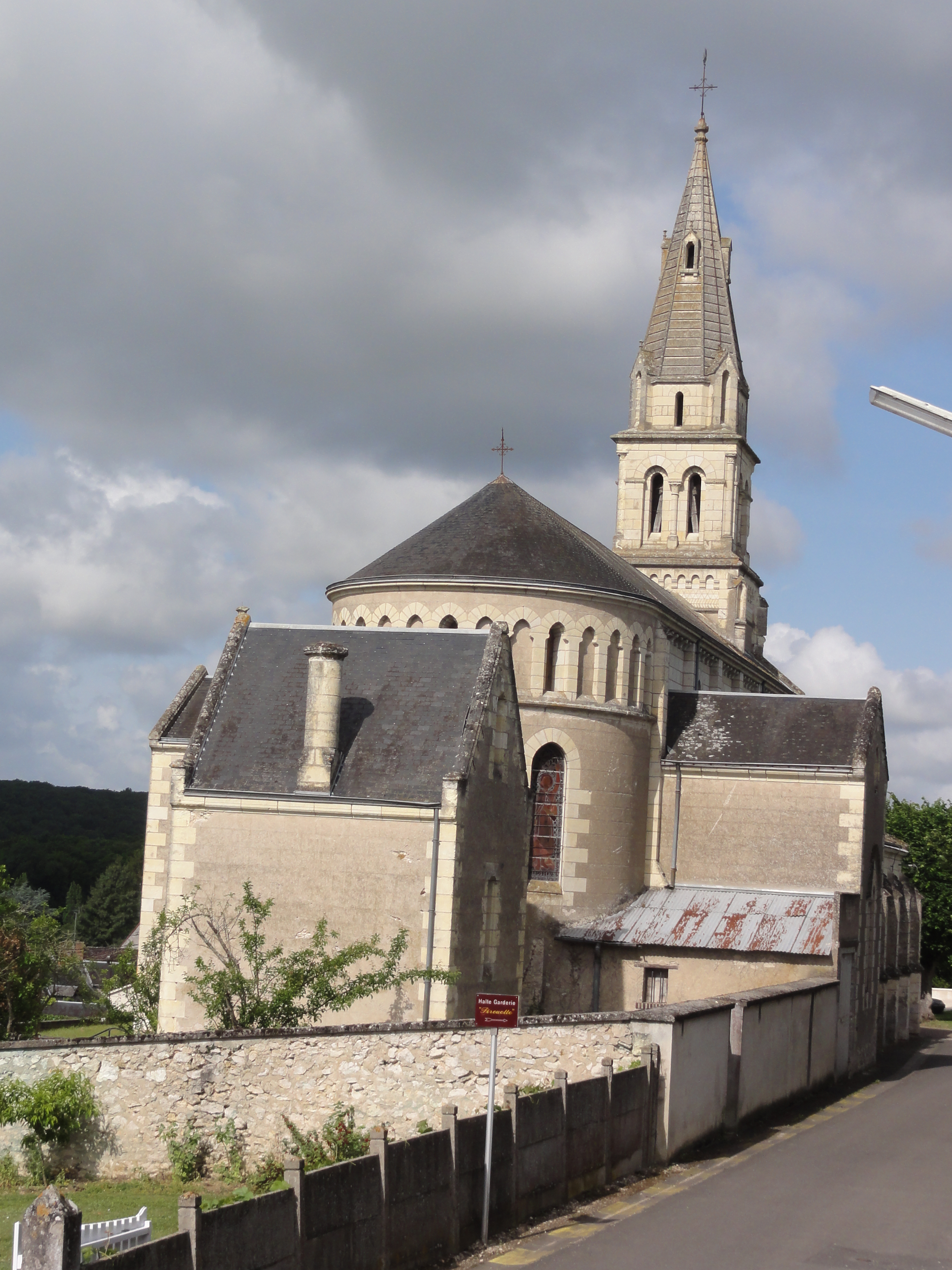
L'église.
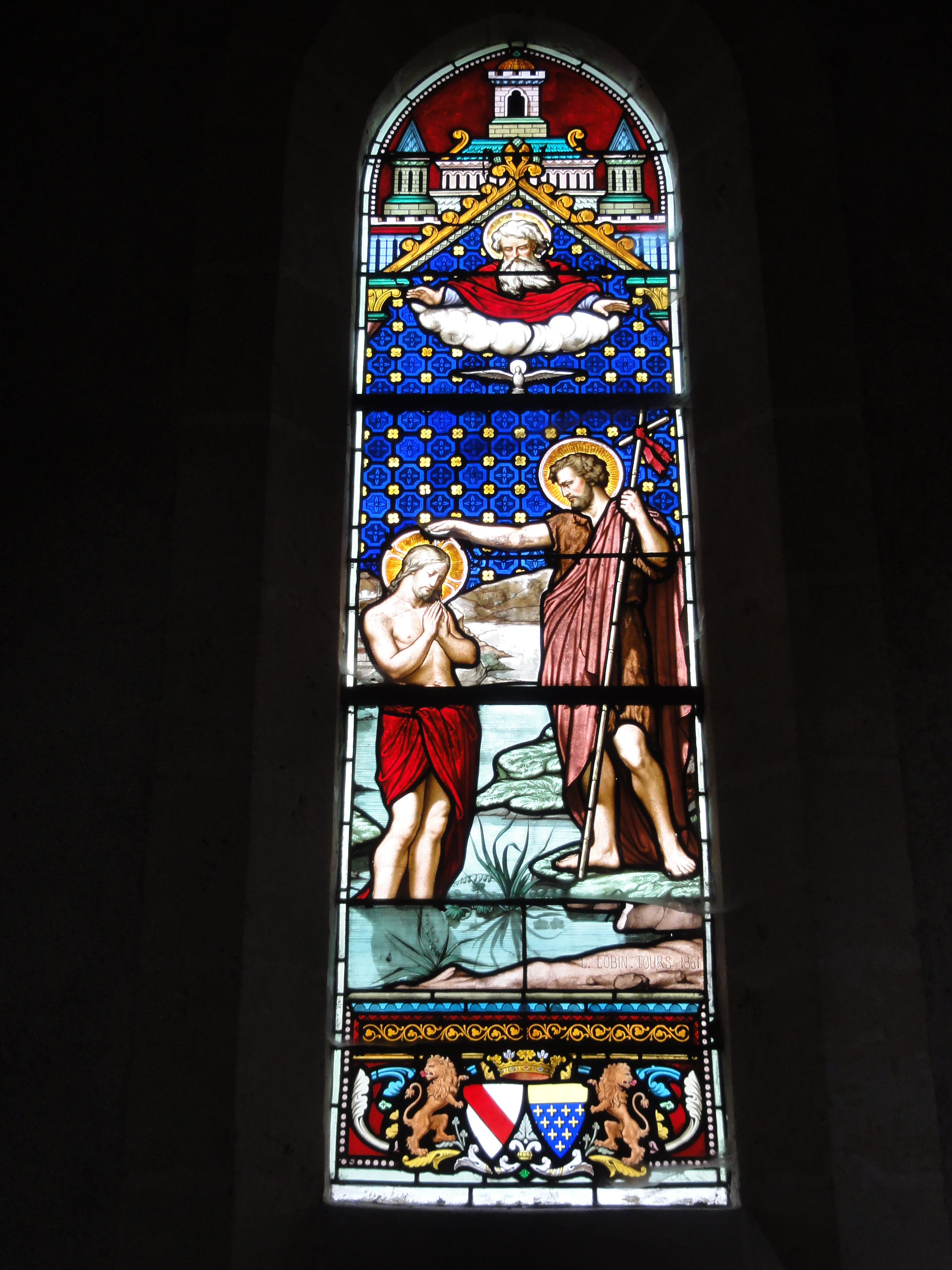
Vitrail baptême du Christ, signé L. Lobin, Tours 1861.
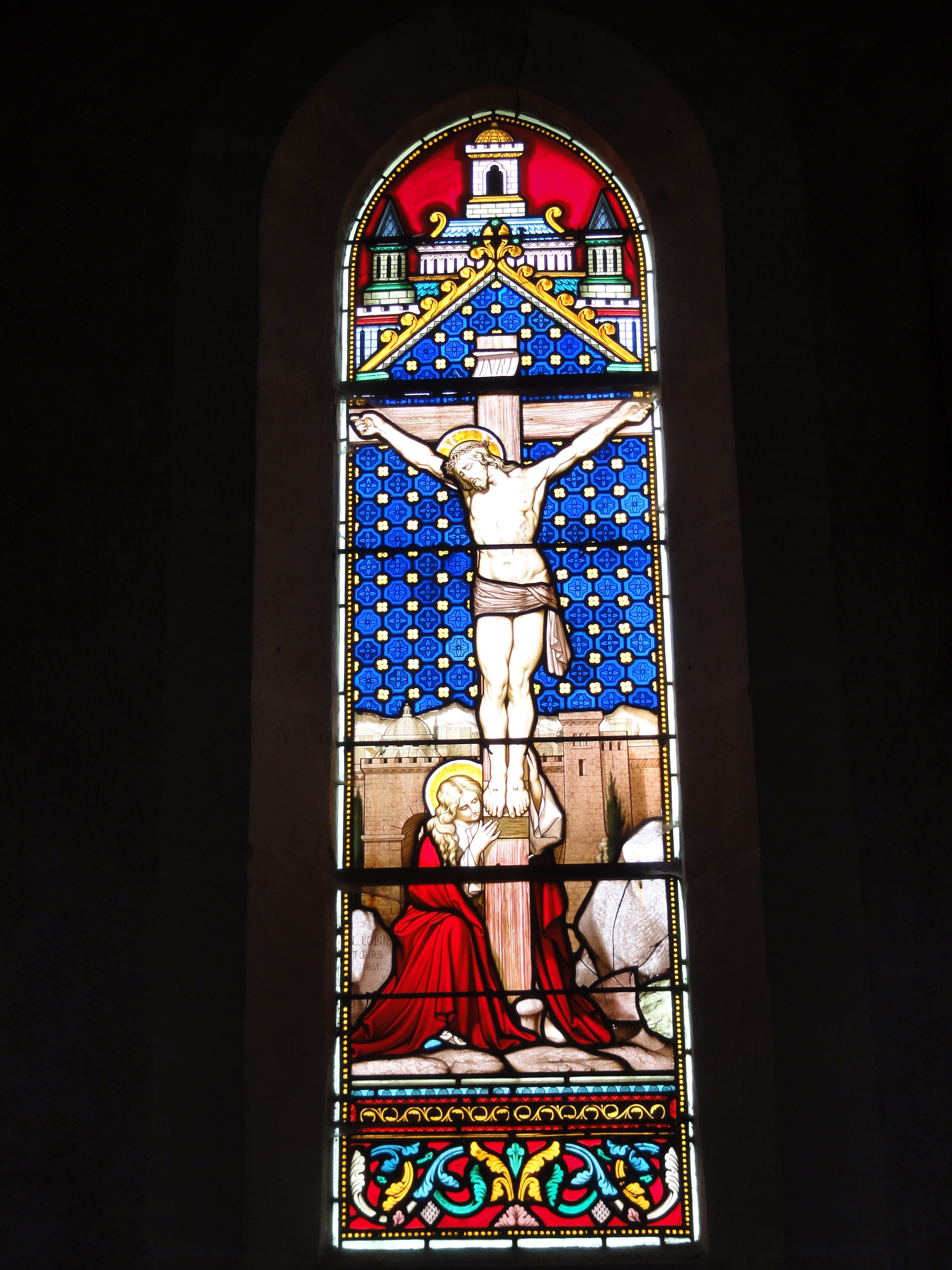
Vitrail la Crucifixion, signé L. Lobin, Tours 1861.
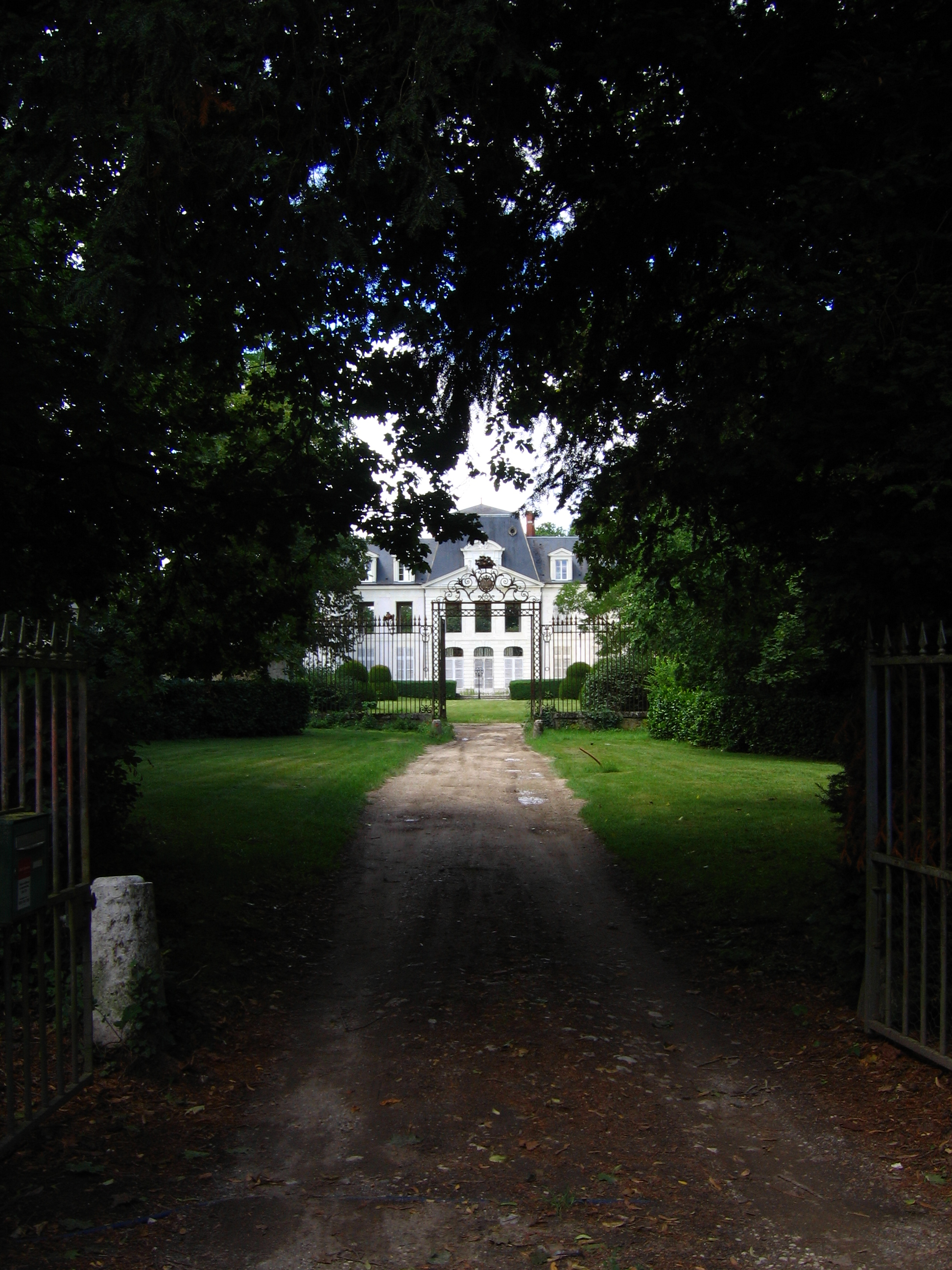
Le château de Madon.
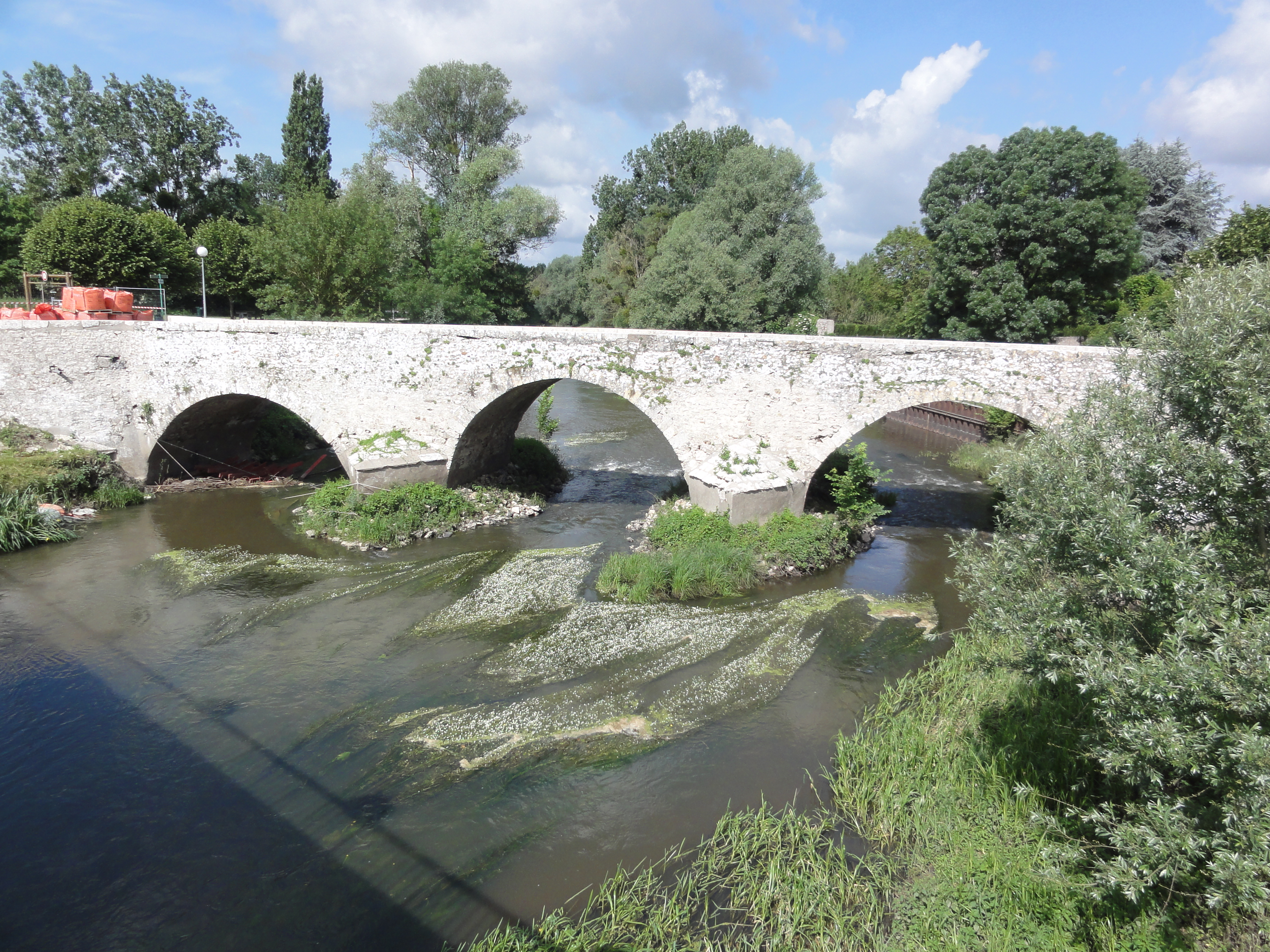

### Patrimoine naturel et agricole

#### Patrimoine agricole
La partie haute du territoire communal présente plusieurs périmètres de vignoble en Appellation d'origine contrôlée Vignoble de Cheverny (AOC) : au nord des Rougettes ; au niveau du hameau de Madon ainsi qu'au sud de ce hameau ; et au niveau du bourg.

#### Patrimoine naturel
- Le lit mineur de la Loire est classé :
  - au patrimoine mondial de l'UNESCO ;
  - en zone Natura 2000 Habitats et oiseaux ;
  - en Zone naturelle d'intérêt écologique, faunistique et floristique (ZNIEFF) de type 2.
- Une partie de la forêt située à l'extrémité sud-ouest de la commune est classée en ZNIEFF de type 1 : « forêts de ravin de Chaumont-sur-Loire ». Par ailleurs, la forêt dans son ensemble est identifiée au SCoT comme réservoir de biodiversité.

## Personnalités liées à la commune
François CUSIN.
- Charles-Pierre Barbier de Préville (1781 - 1859), y est né, ancien maire de Blois (1814 - 1821)